# Pinewood University Eights
De Pinewood University Eights is een jaarlijkse roeiwedstrijd te Delft. De eerste "U8" werd uitgeschreven in 1992, bij het negende lustrum van de organiserende vereniging Proteus-Eretes. De wedstrijd heette toen nog Universiteitsachten. Thans is de wedstrijd vernoemd naar de sponsor: Pinewood. Ook heeft de wedstrijd Pinewood Delft Regatta geheten.

## Opzet
De Pinewood University Eights wordt jaarlijks in september verroeid op de Schie te Delft, met de aankomstlijn voor het verenigingsgebouw van Proteus-Eretes. In 2009 werd de opzet vernieuwd. Het nieuwe racetraject is tussen de 'Kolk' en het Kruithuis met voorronden over 500 en 1600 meter en een finale over 1600 meter met finish voor het verenigingsgebouw van Proteus-Eretes. 
Inschrijving geschiedt per universiteit, waardoor de unieke situatie ontstaat dat meerdere verenigingen per stad een ploeg moeten formeren. Er is een dames- en herenveld. Ook over de twee velden wordt een winnende universiteit bepaald. Gewoonlijk is er ook buitenlandse deelname.

## Karakter van de wedstrijd
Omdat de wedstrijd na het roeiseizoen wordt georganiseerd (gewoonlijk is het WK roeien juist achter de rug) is de competitie ontspannen. Ook de eis dat voor een universiteit de lokale roeiverenigingen kunnen combineren, geeft een andere invalshoek. Daarnaast zorgt de aanwezigheid van buitenlandse deelnemers voor een prettige nazomersfeer.